# Secteur de la pomme de terre en Chine
En Chine, le secteur de la pomme de terre s'est considérablement développé au cours des dernières décennies, tant dans le domaine agricole que dans celui de la transformation industrielle. La production de pommes de terre y a été multipliée presque par cinq entre 1961 et 2007. La république populaire de Chine, qui en 2008 a produit 57,1 millions de tonnes de pommes de terre, soit près d'un cinquième (18,2 %) de la production mondiale, est devenue depuis 1993 le premier producteur mondial de ce tubercule, devant l'Inde et la Russie (toutefois l'Union européenne a produit globalement 61,6 millions de tonnes de pommes de terre en 2008). Parallèlement, la consommation a fortement augmenté (+ 40 % entre 2001 et 2006), notamment sous la forme d'aliments industriels (frites surgelées) reflétant l'urbanisation et l'augmentation du niveau de vie d'une partie croissante de la population ainsi que l'occidentalisation des modes de vie, la consommation de frites accompagnant celle de viande de bœuf, notamment dans les chaines de restauration rapide qui se développent rapidement. Ainsi McDonald's a implanté  plus de 1000 enseignes en Chine ces dernières années.
La disponibilité par habitant était évaluée en 2005 à 39,5 kg (contre 77,3 pour le riz, 68,9 pour le blé et 38,2 pour la patate douce). Ce ratio est proche de la moyenne mondiale, 33,3 kg par habitant. La même année, pour une disponibilité intérieure de 70,3 millions de tonnes (solde production + importations + variation des stocks - exportation), l'alimentation humaine en représentait presque les trois quarts (74,3 %), l'alimentation animale 7,9 %, les semences 2,8 % et les autres utilisations 15 %.
Les flux du commerce extérieur s'élevaient en 2005 à 1,322 million de tonnes pour les importations et 482 000 tonnes pour les exportations, chiffres marginaux par rapport à la production, respectivement 1,9 % et 0,7 %.

## Variétés
La variété 'Kexin 1', qui est une obtention chinoise, est la variété de pomme de terre la plus plantée au monde, avec plus de 900 000 hectares en 2007.

## Histoire
L'introduction de la pomme de terre en Chine s'est faite très tôt après son introduction en Europe et par plusieurs voies. La première culture aurait été pratiquée entre 1603 et 1650 par des colons hollandais installés dans les Îles Pescadores (îles Penghu) dans le détroit de Taïwan. La culture se serait ensuite étendue à l'île de Taïwan, occupée par les Pays-Bas en 1624, puis la pomme de terre aurait été introduite dans la province de Fujian grâce aux relations commerciales entretenues entre ces deux régions. Sa présence est attestée dans le comté de Songxi, région montagneuse du Nord du Fujian, en 1700. Des missionnaires russes auraient aussi introduit la pomme de terre depuis la Sibérie dans les provinces de Shanxi et Shaanxi au début du XVIIe siècle.
La diffusion large de cette culture ne s'est toutefois produite qu'au début du XXe siècle.

## Culture

Zones de cultures de la pomme de terre en république populaire de Chine.

En 2007, la culture de la pomme de terre occupait en Chine 4,43 millions d'hectares soit environ 24 % de la superficie mondiale, avec un rendement moyen de 12,7 tonnes par hectare.
Compte tenu de la grande diversité du territoire chinois en termes de climat, de relief et de nature des sols, on  distingue quatre grandes zones agroécologiques caractérisées par des modes de culture de la pomme de terre particuliers :
- au nord, la zone I, relativement sèche, est une région de culture d'été, avec plantation au printemps et récolte en automne, à l'instar de ce qui se pratique en Europe et en Amérique du Nord ;
- au centre-est, la zone II pratique une double saison de culture, avec deux cycles successifs (printemps et automne) évitant la saison d'été trop chaude ;
- au sud, la zone III est une zone de culture d'hiver (octobre à mars), où se pratique notamment une alternance avec le riz, à l'instar de la plaine indo-gangétique ;
- au sud-ouest, la zone IV, en grande partie montagneuse, est une région de culture mixte, cultures d'été dans les zones montagneuses trop exposées au gel, culture double de printemps et d'automne dans les vallées.

## Noms de la pomme de terre en chinois
En Chine, la pomme de terre a reçu deux multiples noms, notamment les suivants : 马铃薯 mǎlíngshǔ, 土豆 tǔdòu, 山药蛋 shānyàodàn, 洋芋 yángyù, 洋山芋 yángshānyù, 薯仔 shǔzǐ.
马铃薯 mǎlíngshǔ est le terme officiel et formel. Originaire du sud de la Chine, il signifie « patate-grelot » (马铃 maling, c'est le grelot, un objet connu en Chine depuis des milliers d'années), probablement à cause de la forme de grelots des tubercules de pommes de terre anciennes.
土豆 tǔdòu est le vocable courant dans le nord-est (c'est-à-dire au nord du Yangzi Jiang, le fleuve bleu) et notamment à Pékin. Il signifie « fève de terre ».
Les autres noms sont des vocables régionaux, qui illustrent la diversité des comparaisons utilisées pour nommer la pomme de terre, tubercule inconnu en Chine avant le XVIIe siècle et qui a été comparé notamment avec la patate douce, 薯 shu, la fève, 豆 dòu, le taro, 芋 yù, l'œuf, 蛋 dàn. Outre les analogies de forme, ces noms donnent parfois des indications sur l'origine du tubercule, ainsi 荷兰薯 helanshu, usité dans le sud-est de la Chine, signifie « patate hollandaise »,.